# Hàm Weierstrass

Sơ đồ hàm Weierstrass trong khoảng -2..2. Hàm có định dạng phân dạng, khi phóng to bất kỳ vùng tương tự vòng đỏ đều có định dạng tương tự cả sơ đồ chung.

Trong toán học, hàm Weierstrass là một ví dụ về hàm liên tục nhưng không đâu khả vi. Hàm này do Weierstrass đưa ra.
Hàm này được định nghĩa như sau:
{\displaystyle f(x)=\sum _{n=0}^{\infty }a^{n}\cos(b^{n}\pi x),}
trong đó {\displaystyle 0<a<1}, {\displaystyle b} là số nguyên lẻ và
{\displaystyle ab>1+{\frac {3}{2}}\pi .}
Thật ra Hardy G. H. đã chỉ ra rằng hàm đó không đâu khả vi chỉ với giải thiết rằng {\displaystyle 0<a<1} và {\displaystyle ab\geq 1} (G.H. Hardy, Weierstrass's nondifferentiable function, Trans -Amer, Math. Soc, 12(1916), 301-325).